# Arsinkera, Koppal
Arsinkera là một làng thuộc tehsil Koppal, huyện Koppal, bang Karnataka, Ấn Độ.